# Комсомолец Киргизии
«Комсомо́лец Кирги́зии» — молодёжная газета Киргизской ССР, официальное издание Центрального и Фрунзенского областного комитетов ЛКСМ Киргизии.

## История
Газета «Комсомолец Киргизии», основанная 1 мая 1938 года, вошла в число первых русскоязычных изданий в Киргизской ССР. Первый состав редакции занял второй этаж Дома печати, поначалу обустроив одну, затем две комнаты для работы; были организованы три отдела — внутрисоюзной жизни, культуры и образования, информации и писем, спустя время добавился отдел оборонно-физкультурной работы. Один экземпляр с тиража газеты начал сдаваться в архив отдела периодики Республиканской библиотеки КирССР. Редакции «Комсомольца» вверили вести просветительскую работу: на страницах газеты стабильно появлялись заметки о литературе, писателях и музыкантах. Другой тематикой публикаций стало «интернациональное воспитание» молодёжи. В этой связи появилась рубрика «В помощь молодым избирателям», куда помещались сообщения о других советских республиках. Например, в номере от 5 июня 1938 года читатели могли увидеть заметки об Украине, Беларуси и Грузии.
Начиная с выпуска от 4 июля и до конца 1938 года в каждом выпуске появлялись статьи с агитационным пафосом, под заголовками «Фашистская Германия концентрирует свои войска у Чехословакцких границ», «Фашизм — злейший враг молодёжи», «Учиться, чтобы бить врага», «Хранить военную тайну», «Воздушные бойцы ленинцы», «Буду грудью защищать свою Родину», «Овладеть искусством пулемётной стрельбы» и другие.
С наступлением Великой Отечественной войны содержание газеты было посвящено поддержке советским солдатам, мотивацией на восстановление разрушенного народного хозяйства и обещаний грядущих перемен общества. С августа 1941 по сентябрь 1945 года выпуск газеты был временно приостановлен. В 50-е годы в публикациях газеты красной линией прослеживалась трудовая и патриотическая тематики. В это же время корреспонденты «Комсомольца» освещали и принимали участие в строительстве шоссейных дорог, железной дороги «Кант — Быстровка», был опубликован цикл очерков о Большом Чуйском канале. Публиковались статьи и о работе над возведением Уч-Курганской, Братской ГЭС, мемуары участников войны.
В истории газеты знаковым событием стал семнадцатый номер, где был опубликован фельетон «В порядке вещей» В. Иванова, что сделало издание пионером сатирической журналистики среди других русскоязычных органов печати республики. В номере газеты от 6 апреля 1952 года было опубликовано дебютное произведение Чингиза Айтматова — рассказ «Газетчик Дзюйдо»; в тот же период на работу был принят внештатный фотокорреспондент, будущий сценарист и режиссёр Мелис Убукеев.   
Перестройка для «Комсомольца Киргизии» была «золотым» временем. Редакция стала «смелее» поднимать вопросы, волнующие молодёжь, освещать новые тенденции и явления, появлялись публикации об участии комсомольцев в политических и экономических реформах. В этот же период на базе газеты начал работу дискуссионный клуб «Аргумент», чьи участники рассуждали о политических переменах страны. Писатель Валерий Сандлер отмечал:  
«Комсомолец Киргизии» в пору перестройки пришёл к своим читателям молодым и по-боевому настроенным: против рутинности мышления и расслабленности духовных мускулов <...> за новые подходы к проблемам экономики, гласности и демократии»
В годы «перестройки» газета проходила через редизайн, основная часть статей посвящена социальным проблемам, велась обратная связь с читателями, публикация писем. Выпуски стали сопровождаться с иллюстрированным приложением «Романтик» для подростков, также был организован фотоклуб. По мнению бывшего директора КирТАГа Станбека Усупова, газета стала одним из ведущих изданий в республике, ставшее активно подготавливать население к будущим преобразованиям, поднимать на обсуждение различные вопросы, вызванные как социально-экономическими проблемами, так и морально-нравственным упадком в обществе. То время заместитель главного редактора «Комсомольца Киргизии» Замира Сыдыкова вспоминала так:
<...> Именно эта газета первой стала выходить за рамки единой партийной линии, при редакции появились первые круглые столы и клубы по интересам, на которых обсуждались радикальные мысли о будущем поколения, что его ждёт, с чем оно войдёт в новый век <...> Не нравилось это партийным функционерам, которые, не стесняясь, вмешивались в план вёрстки очередного номера, вызывая на ковёр главного редактора. Но они не знали, как себя вести — ведь на дворе была уже «перестройка»
Начиная с 1990 года каждый месяц печатался специальный выпуск газеты «Студенческий вестник», куда студенты могли отправлять свои литературные пробы, публиковались результаты конкурсов красоты и молодёжного фестиваля «Весна Ала-Тоо». В год принятия декларации о независимости Кыргызстана «Комсомолец Киргизии» был переименован в «Молодёжную газету». Общественно-политический еженедельник публиковался каждую неделю и вскоре прекратил своё существование.

## «Рубикон»
При редакции газеты было организовано литературное объединение «Рубикон». Его основателями стали сотрудники издания — Анатолий Бережной и завотделом культуры и литературы Евгений Колесников. По воспоминаниям писателя и журналиста Александра Баршая, объединение в перестроечное время стало центром для инакомыслящей интеллигенции всей республики. При поддержке «Комсомольца Киргизии» Вячеслав Шаповалов и другие участники объединения поспособствовали смещению с поста главного редактора «Литературный Киргизстан» Анатолия Сальникова, который отдавал предпочтение к публикации произведений в жанре соцреализма. Публикация в газете отчёта с «общественного суда» над Сальниковым привлекло внимание Союз писателей Киргизии, после чего на пост главреда журнала назначили филолога Александра Жиркова.

## Редакция
В разные годы редакторами «Комсомольца Киргизии» были В. И. Жихарев, И. Ф. Родичев, М. Г. Гриднев, В. Бобылев, В. Н. Филатов, А. Бородкина, Ю. Гончарук и другие. В состав редакции входили Ф. Самохин, М. Яковлев, В. Лукьященко, Е. Колесников, А. Иванов, А. Челноков, В. Козлинский, И. Тарасов, Т. Слащева и другие.